# Adenosma annamense
Adenosma annamense är en grobladsväxtart som beskrevs av T. Yamazaki. Adenosma annamense ingår i släktet Adenosma och familjen grobladsväxter. Inga underarter finns listade i Catalogue of Life.